# Francis Carco

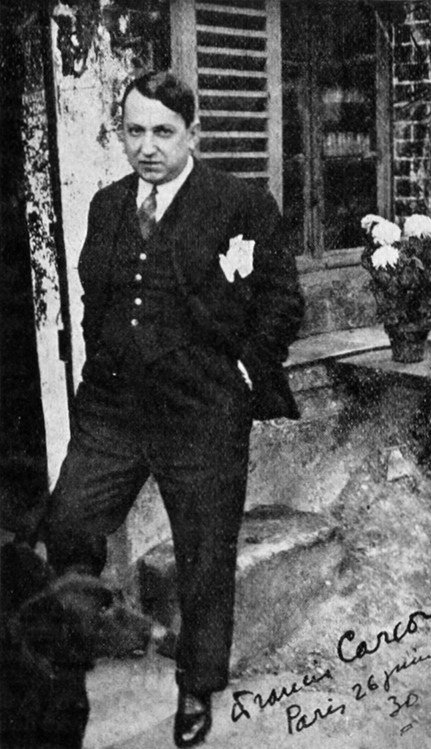
Francis Carco, cirka 1930

Francis Carco (egentligen:Francois Carcopino-Tusoli) född 3 juli 1886 i Nouméa, död 26 maj 1958 i Paris, var en fransk författare och visdiktare.

## Liv
Francis Carco växte upp i den franska kolonin Nya Kaledonien. 1897 flyttade familjen tillbaka till Frankrike. Carco livnärde sig till att börja med som dansare och sångare på små kabaréer. Han skrev även journalistik och startade några tidskrifter. 1912 debuterade han med versboken La Bohéme et mon coeur. Hans första roman var Jésus la Caille 1914. Stilen är ofta uttrycksfullt orkestrerat. 

## Verk (urval)
- Scènes de la vie de Montmartre (1919)
- L'équipe (1919)
- L'himme traqué (1922)
- Rien qu'une femme (1924)
- Perversité (1925)
  - Den stora ångesten (översättning Algot Ruhe, Frans Aldor, 1932). Ny uppl. 1939 med titeln Åtrå
- Le Roman de François Villon (1926)
- Morsure (1949)
  - Bettet (översättning Ivan Faludi, C. B. Svensson, 1950). Ny uppl. 1955 med titeln Kärleksbettet